# Odontorrhynchus castillonii
Odontorrhynchus castillonii là một loài thực vật có hoa trong họ Lan. Loài này được (Hauman) M.N.Correa mô tả khoa học đầu tiên năm 1953.